# Renealmia angustifolia
Renealmia angustifolia är en enhjärtbladig växtart som beskrevs av Karl Moritz Schumann. Renealmia angustifolia ingår i släktet Renealmia och familjen Zingiberaceae. Inga underarter finns listade i Catalogue of Life.